# Тшимше
Тшимше (пол. Trzymsze) — село в Польщі, у гміні Пшикона Турецького повіту Великопольського воєводства.
Населення — 70 осіб (2011).
У 1975-1998 роках село належало до Конінського воєводства.

## Демографія
Демографічна структура станом на 31 березня 2011 року:
|          | Загалом | Допрацездатний вік | Працездатний вік | Постпрацездатний вік |
| -------- | ------- | ------------------ | ---------------- | -------------------- |
| Чоловіки | 38      | 8                  | 28               | 2                    |
| Жінки    | 32      | 4                  | 21               | 7                    |
| Разом    | 70      | 12                 | 49               | 9                    |